# Nedelya Petkova
Nedelya Petkova, född 1826, död 1894, var en bulgarisk skolpionjär. Hon är känd för sin kamp för utbildning för flickor; hon grundade en skola för flickor 1858 och utvecklade ett nätverk av skolor för flickor.